# Cloniophorus
Cloniophorus is een kevergeslacht uit de familie van de boktorren (Cerambycidae). De wetenschappelijke naam van het geslacht werd voor het eerst geldig gepubliceerd in 1882 door Quedenfeldt.

## Soorten
Cloniophorus omvat de volgende soorten:
- Cloniophorus crinitus Schmidt, 1922
- Cloniophorus plicatus Jordan, 1894
- Cloniophorus edentulus (Jordan, 1894)
- Cloniophorus purpurascens (Aurivillius, 1914)
- Cloniophorus basilewskyi (Lepesme & Breuning, 1955)
- Cloniophorus elongatus (Hintz, 1919)
- Cloniophorus auricollis (Thomson, 1861)
- Cloniophorus cylindricum (White, 1853)
- Cloniophorus gracilis (Jordan, 1894)
- Cloniophorus kolbei Schmidt, 1922
- Cloniophorus parallelipenne (Quedenfeldt, 1888)
- Cloniophorus rufipes Schmidt, 1922
- Cloniophorus strigosus (Hintz, 1919)
- Cloniophorus vittiger Schmidt, 1922
- Cloniophorus nyassae (Bates, 1878)
- Cloniophorus asper Aurivillius, 1916
- Cloniophorus debilis (Hintz, 1911)
- Cloniophorus glaberrimus Schmidt, 1922
- Cloniophorus parvus Jordan, 1894
- Cloniophorus curvatoplicatus Jordan, 1894
- Cloniophorus dorae Lepesme, 1953
- Cloniophorus femoralis Aurivillius, 1915
- Cloniophorus noiroti Lepesme, 1956
- Cloniophorus chrysaspis (Bates, 1879)
- Cloniophorus collarti Burgeon, 1931
- Cloniophorus coloratus (Jordan, 1894)
- Cloniophorus concentricalis (Hintz, 1919)
- Cloniophorus episcopalis (Chevrolat, 1856)
- Cloniophorus lujai Burgeon, 1931
- Cloniophorus maynei (Lepesme & Breuning, 1955)
- Cloniophorus mechowi Quedenfeldt, 1882
- Cloniophorus overlaeti Burgeon, 1931
- Cloniophorus sulcatulus (White, 1853)
- Cloniophorus tessmanni Hintz, 1919
- Cloniophorus tricolor Jordan, 1894
- Cloniophorus viridis Aurivillius, 1913